# Кокорева, Ирина Александровна
Ирина Александровна Кокорева (11 марта 1921 — 18 марта 1998) — советский организатор кинопроизводства, главный редактор Главной сценарно-редакционной коллегии Комитета по кинематографии при Совете Министров СССР (1968—1972), директор Высших курсов сценаристов и режиссёров (1972—1989). Заслуженный работник культуры РСФСР (1971).

## Биография
В 1941 году окончила отделение русской литературы ИФЛИ, в 1944 году — филологический факультет Московского государственного университета.
В 1948—1949 годах работала преподавателем русской литературы в Оперно-драматической студии при театре им. Станиславского и Немировича-Данченко.
В 1949—1951 годах — старший редактор Сценарной студии Министерства кинематографии СССР.
Член КПСС с 1952 года.
В 1952—1959 годах — главный редактор, начальник сценарного отдела управления по производству фильмов Министерства культуры СССР.
В 1960—1963 годах — заместитель начальника управления по производству фильмов Министерства культуры СССР.
В 1963—1968 годах — заместитель начальника Главного управления художественной кинематографии Комитета по кинематографии при Совете Министров СССР
В 1968—1972 годах — главный редактор Главной сценарно-редакционной коллегии Комитета по кинематографии при Совете Министров СССР.
С 1972 по 1989 год — директор Высших курсов сценаристов и режиссёров.
В 1977 году защитила диссертацию на соискание учёной степени кандидата искусствоведения на тему «Интернациональные основы современного советского национального художественного фильма».
Автор статей и рецензий в газетах «Известия», «Правда», «Советская культура», в журнале «Искусство кино». Лектор Всесоюзного бюро пропаганды советского киноискусства.

## Фильмография (редактор)
- 1952 — Ревизор
- 1952 — За мир, к/ст. «Мосфильм»
- 1952 — Песни молодости, к/ст. «Мосфильм»
- 1953 — Вихри враждебные, к/ст. «Мосфильм»
- 1953 — Застава в горах
- 1953 — Арена смелых
- 1953 — Свадьба с приданым
- 1953 — Великий воин Албании Скандербег
- 1953 — Песни родной стороны, к/ст. «Мосфильм»
- 1953 — Случай в тайге
- 1953 — Серебристая пыль
- 1954 — Верные друзья
- 1954 — Школа мужества
- 1954 — Весёлые звёзды
- 1954 — Мы с вами где-то встречались
- 1954 — Народные таланты, к/ст. «Мосфильм»
- 1954 — Аттестат зрелости
- 1954 — Праздничный вечер, к/ст. «Мосфильм»
- 1954 — Золотые яблоки
- 1955 — Крушение эмирата
- 1955 — Попрыгунья
- 1955 — Салтанат, к/ст. «Мосфильм»
- 1955 — Урок жизни, к/ст. «Мосфильм»
- 1955 — Весенние голоса (Счастливая юность)
- 1955 — В квадрате 45
- 1955 — Продавцы и покупатели, к/ст. «Мосфильм»
- 1955 — Отелло
- 1955 — Тайна вечной ночи
- 1955 — Первый эшелон
- 1956 — На подмостках сцены
- 1956 — Дело № 306
- 1956 — Первые радости
- 1956 — Сорок первый
- 1956 — Полюшко-поле
- 1956 — Человек родился
- 1956 — Долгий путь
- 1956 — Необыкновенное лето
- 1956 — Песня табунщика
- 1957 — Поединок
- 1956 — Невеста (автор сценария)